# Che vita!
Che vita! è il primo singolo di Samuele Bersani estratto dalla raccolta Che vita! Il meglio di Samuele Bersani; entrambi pubblicate nel 2002.